# 竹田温泉群
竹田温泉群（たけたおんせんぐん）は、大分県竹田市（旧国豊後国）にある温泉である。国民保養温泉地に指定されている。また、うるおい日本プロジェクト主催、環境省・観光庁後援で行われた温泉総選挙2016の健康増進部門で第1位を獲得している。

## 概要
大分県竹田市内にある以下の温泉の総称である。
- 長湯温泉
- 久住高原温泉郷
  - 赤川温泉
  - 七里田温泉
  - 白丹温泉
  - 久住温泉
  - 法華院温泉
- 竹田・荻温泉
  - 竹田温泉
  - 荻温泉

このうち、長湯温泉は1978年（昭和53年）3月31日に単独で国民保養温泉地に指定されていたが、2015年（平成27年）5月1日に、長湯温泉に久住高原温泉郷、竹田・荻温泉を加えて地域を拡大し、「竹田温泉群」として国民保養温泉地に指定された。

## 特徴
竹田温泉群では、「竹田式湯治」及び「温泉療養保健システム」を提唱している。
「竹田式湯治」は、歩いて、温泉浴して、食べて、笑うことにより、人間が本来持っている自然治癒力を引き出すことを狙ったもので、そのために、竹田市ならではの温泉、体験、食などのサービスを提供するソフトを整備するものである。
「温泉療養保健システム」は、来訪者が「温泉療養保健パスポート」の発行を受け、宿泊施設や対象立寄施設などの利用に保健を適用することができるものである。

## 各温泉の概要

### 長湯温泉
- 源泉数：36
- 泉質：炭酸水素塩泉・二酸化炭素泉
- 源泉温度：24.6 - 52℃
- 湧出量：16.1 - 290リットル/分
- 効能：糖尿病・胃腸病・心臓病、飲泉は内臓系
- 施設：日帰り温泉 12、旅館など宿泊施設 15、飲泉 29（日帰り温泉と飲泉は休業中2軒を含む）[1]

### 久住高原温泉郷
- 源泉数：19
- 泉質：炭酸水素塩泉・二酸化炭素泉・石膏硫黄泉・硫酸塩泉・塩化物泉・硫酸塩冷鉱泉
- 源泉温度：18.4 - 253.7℃
- 湧出量：41 - 2,120リットル/分
- 効能：アトピー、美肌、神経痛、冷え性、肩凝り等（温泉により異なる）
- 施設：日帰り温泉 5、旅館 9、飲泉 7[1]

### 竹田・荻温泉
- 源泉数：3
- 泉質：塩化物泉・単純泉
- 源泉温度：39.6 - 240.4℃
- 湧出量：50 - 2,123リットル/分
- 効能：慢性婦人病･慢性皮膚病等
- 施設：日帰り温泉 3、飲泉 1[1]

※ 効能は万人に対してその効果を保証するものではない。